# Verfahrensethik
Verfahrensethik ist die Bezeichnung für Ethikkonzeptionen, die sich inhaltlicher Festlegungen (weitgehend) enthalten und stattdessen Verfahren vorschlagen, mit denen ethische Prinzipien gefunden werden können. Somit sind Verfahrensethiken grundsätzlich ergebnisoffen.
Beispiele für Verfahrensethiken sind die Diskursethik von Karl-Otto Apel und vertragstheoretische Ansätze von Thomas Hobbes oder John Rawls.
Eine Kritik, die an verfahrensethischen Konzepten geübt wird, ist, dass teilweise Verfahren so gewählt werden, dass die gewünschten Ergebnisse erreicht werden, also keine Ergebnisoffenheit vorliegt. Ein Beispiel für ein solches Vorgehen ist Rawls "Theorie der Gerechtigkeit": "Wir möchten den Urzustand so bestimmen, daß die gewünschte Lösung herauskommt".